# Пэйола
Пэйола (англ. payola) — в США термин, используемый в музыкальной индустрии для обозначения незаконной практики выплат радиостанциям и телевизионным каналам за проигрывание определённых музыкальных композиций с целью «раскрутки» (помещения их в эфир, имитации интереса к ним зрителей, повышения места в чартах и т. п.) без официального раскрытия факта оплаты.
Сам термин payola образован от сочетания слов pay («оплата»), payoff (синоним слов «взятка» или «подкуп») и популярного в начале XX века суффикса -ola, использовавшегося в названиях продуктов и брендов, таких как, например, Pianola, Victrola, Rock-Ola, Shinola, Crayola или Motorola. Впервые термин был использован в еженедельнике Variety в 1938 году, когда подобные «выплаты» от музыкальных продюсеров принимали уже не только руководители оркестров, но и диск-жокеи, получающие взятки за включение определённых записей в эфир.
В соответствии с законодательством США подобная практика является незаконной: радиостанции обязаны отмечать проплаченные эфиры как спонсорские, и если музыкальная композиция выходит в эфир за деньги, то об этом должно быть прямо объявлено слушателям или зрителям, и её нельзя выдавать за часть обычной программы. Однако в случаях пэйолы эта информация скрывается, что может искусственно повысить популярность песни и повлиять на её положение в чартах. Федеральная комиссия по связи (FCC) рассматривает пэйолу как нарушение правил идентификации спонсоров, которые требуют раскрытия всех оплаченных материалов в эфире.
Также пэйола критикуется за то, что она приводит к систематическому искажению музыкального рынка и дисбалансу в сторону более «прибыльных» направлений.
В настоящее время к пэйоле может также относиться закупка рекламных просмотров музыкальных видео на YouTube (когда клип какого-то исполнителя воспроизводится в качестве рекламного ролика перед основным видео) или искусственное добавление видео в авто-генерируемые плейлисты. Сходными практиками являются pay-to-play — когда организаторы концертов или владельцы ночных клубов требуют от музыкальных исполнителей плату за право выступать у них, и plugola — незаконная деловая практика поддержки продукта или услуги на радио или телевидении для личной выгоды без согласия сети или станций.

## В культуре
Тема пэйолы часто поднималась в музыкальной культуре, особенно в критическом ключе. 
- Dead Kennedys в песне «Pull My Strings»[5] сатирически высмеяли эту практику, переиначив название хита The Knack «My Sharona» на «My Payola»[6].
- Песня группы They Might Be Giants «Hey, Mr. DJ, I Thought You Said We Had a Deal» (1989) рассказывает историю молодого музыканта, которого диск-жокей вынудил заплатить за трансляцию песни в эфире, а затем исчез, не выполнив своего обещания.
- В песне Нила Янга «Payola Blues» с альбома 1983 года Everybody's Rockin' поднимается тема коррумпированности музыкальной индустрии и сравнивается современная ситуация с эпохой Алана Фрида, скандально известного американского радиоведущего, уволенного в 1959 году за пэйолу[7].
- Пэйола также упоминается в песне Билли Джоэла «We Didn’t Start the Fire» (1989), где перечисляются ключевые события мировой истории, в том числе и связанные с музыкальной индустрией и её коррупционными схемами.